# Савичев Микола Миколайович
Микола Миколайович Савичев (13 лютого 1965, Москва, СРСР) — радянський і російський футболіст, нападник, півзахисник, тренер. Вихованець московського клубу «Союз» та московської ФШМ. Брат-близнюк Юрій — також футболіст. Майстер спорту СРСР.

## Клубна кар'єра

### Кар'єра гравця
З дворового футболу Миколая разом із братом було запрошено дитячим тренером Анатолієм Федоровичем Брагіним.
Усю свою футбольну кар'єру (1984—1993) провів у московському «Торпедо». У чемпіонаті СРСР дебютував 1 листопада 1984 року у передостанньому турі у гостьовому матчі проти одеського «Чорноморця». Савичев вийшов на заміну на 72 хвилині, а через 10 хвилин внаслідок його помилки в центрі поля господарі забили переможний м'яч.
Восени 1986 року в 1/8 фіналу Кубка кубків зі «Штутгартом» із братом Юрієм забив шість із семи голів.
За власним зізнанням, одного разу у ворота суперників «Торпедо» було призначено пенальті за знесення Юрія Савічева, хоча насправді його впустив сам Микола.
У 1988 році в останній момент не потрапив до складу олімпійської збірної СРСР, яка виграла золоті медалі на Олімпіаді в Сеулі, що стало для Савічева сильним потрясінням. Недоброзичливці стверджували, що Микола нібито не зібрав 40 тисяч доларів США, тоді як його брат Юрій відшукав подібну суму: Анатолій Бишовець називав ці чутки маячнею, сказавши, що ніколи б не став вимагати ні з одного з гравців таку суму.
Закінчив виступ після сезону 1993 року у віці 28 років. Савичов наприкінці року був на перегляді у Швеції, і лікарі попередили його, що ще одне пошкодження може призвести до ампутації ноги.

### Тренерська кар'єра
Працював тренером дубля «Торпедо-ЗіЛ» у 2001—2002 роках. У 2003—2005 — тренер, у 2006—2010 — головний тренер збірної Росії (до 19 років). У 2011 році прийшов у тренерський штаб московського «Торпедо». Виконував обов'язки головного тренера московського «Торпедо» у 2012 та з 2 серпня по 5 вересня 2013 роки. 30 липня 2014 року призначений головним тренером «Торпедо» з контрактом до 31 травня 2015 року. 3 листопада 2014 року подав у відставку. З 2018 року — головний тренер «Хімки-М». У 2019 повернувся в «Торпедо», де почав відповідати за розвиток молодіжного футболу та відповідати за роботу юнацьких команд клубу.. Через відсутність ліцензії у Сергія Ігнашевича був призначений на посаду головного тренера.
Після офіційного призначення Сергія Ігнашевича на посаду головного тренера залишився у структурі клубу, отримавши посаду керівника програми розвитку молодіжного футболу.
19 серпня 2022 був де-юре призначений на посаду головного тренера московського «Торпедо», через відсутність ліцензії UEFA Pro у фактичного тренера Миколи Ковардаєва.

## Кар'єра у збірній
- Провів 3 матчі у складі збірної СРСР.
- За олімпійську збірну СРСР зіграв 1 матч 15 квітня 1987 проти Туреччини, в якому збірна СРСР перемогла 2:0.
- Перший матч за збірну СРСР провів 21 листопада 1988 проти Сирії, в якому збірна СРСР перемогла 2:0.
- Останній матч за збірну СРСР провів 27 листопада 1988 проти Кувейту, в якому збірна СРСР перемогла 2:0.

## Статистика як головний тренер
| Команда                 | Початок роботи    | Закінчення роботи | Результати | Результати | Результати | Результати | Результати | Результати | Результати | Результати |
| Команда                 | Початок роботи    | Закінчення роботи | І          | В          | Н          | П          | ГЗ         | ГП         | РМ         | В %        |
| ----------------------- | ----------------- | ----------------- | ---------- | ---------- | ---------- | ---------- | ---------- | ---------- | ---------- | ---------- |
| «Торпедо» (Москва) в.о. | 15 листопада 2012 | 21 листопада 2012 | 1          | 0          | 0          | 1          | 2          | 3          | −1         | 00.00      |
| «Торпедо» (Москва) в.о  | 3 серпня 2013     | 5 вересня 2013    | 5          | 2          | 1          | 2          | 7          | 5          | +2         | 40,00      |
| «Торпедо» (Москва)      | 30 липня 2014     | 4 листопада 2014  | 14         | 2          | 3          | 9          | 11         | 30         | −19        | 14,29      |
| «Хімки-М»               | 25 липня 2018     | 3 липня 2019      | 26         | 1          | 11         | 14         | 22         | 55         | −33        | 03,85      |
| «Торпедо» (Москва)      | 4 липня 2019      | 18 червня 2020    | 31         | 19         | 5          | 7          | 52         | 38         | +14        | 61,29      |
| «Торпедо» (Москва)      | 19 серпня 2022    | 13 жовтня 2022    | 10         | 2          | 2          | 6          | 7          | 15         | −8         | 20,00      |
| Усього                  | Усього            | Усього            | 87         | 26         | 22         | 39         | 101        | 146        | —          | 29,89      |

## Досягнення

### Командні
- Володар Кубка СРСР 1986 року
- Володар Кубка Росії 1993 року
- Бронзовий призер чемпіонату СРСР 1988 та 1991 років

### Особисті
- До списку 33 найкращих футболістів сезону входив 2 рази: № 3 — 1988, 1990